# Пошук всліпу
«Пошук всліпу» (англ. Die Trying) — детективний роман англійського письменника Лі Чайлда, виданий у 2000 році. Роман є четвертим у циклі творів про колишнього військового поліцейського Джека Річера. У Великій Британії роман вийшов під назвою «Гість». Роман розповідає про пошуки Джеком Річером серійного вбивці, який вбиває американських жінок військових та не залишає за собою слідів і можливих доказів.

## Сюжет
Колишній військовий поліцейський Джек Річер перебуває у Нью-Йорку та б'є двох головорізів, які здійснюють рекет власника нового ресторану, у якому Річер щойно обідав. Його затримують агенти ФБР та допитують щодо побиття цих головорізів. Надалі вони його допитують про двох жінок — військових, випадками сексуальних домагань щодо яких він займався, коли був на службі. Ці жінки були вбиті в останні кілька місяців, і група «профілістів» ФБР дійшла висновку, що згідно «профілю» вбивцею є особа, схожа на Річера. Він розуміє, що у нього немає відповідного алібі і просить адвоката.
Прибуває подруга Річера Джоді (юрист), і його звільняють. Джоді повертається до роботи, а Річер їде до свого будинку в штаті Нью-Йорк, який він успадкував від Леона Гарбера (див. роман Пастка). Невдовзі його закликають два члени команди ФБР, які раніше його допитували оскільки загинула третя жінка, яка також була колишнім солдатом, який також подавала заяву про сексуальні домагання. ФБР змушує його допомагати в розслідуванні, погрожуючи притягнути його до відповідальності за нанесення шкоди головорізам, а також зашкодити Джоді.
Річер та спеціальний агент Ламарр, яка є провідним експертом зі створення профілів ФБР, прямують автомобілем з Нью-Йорка в Академію ФБР у Квантіко, штат Вірджинія, обговорюючи інформацію про цю справу. У Ламарр є зведена сестра, яка також підпадає під характеристики жерт вбивці і Ламарр переживає за неї. Вона розкриває Річеру modus operandi убивці, який вбиває жертв невідомим способом, без синців і поранень, залишаючи їх голими у їх ванні, наповненій армійською камуфляжною фарбою.
Команда проводить кілька зустрічей у Квантіко, і Річеру надають в супроводження агента Лізу Харпер, яка повинна супроводжувати Річера куди б він не пішов. Ричер пропонує зв'язатися з полковником Джоном Трентом у Форт Дікс, щоб дізнатися про солдатів спецпідрозділів, які проводять тритижневу ротацію (період між вбивствами). Річер і Харпер вирушають до Нью-Джерсі, але поки Харпер залишається в приймальні полковника полковник допомагає Річеру вилізти у вікно та і влаштовує політ Річера до Нью-Йорка. Опинившись там Річер б'є чергову пару рекетирів від імені банди інших гангстерів, провокуючи війну між бандами для того щоб зняти себе з гачка ФБР. Він повертається в Нью-Джерсі де його все ще чекає а агент Харпер.
Для протидії вбивці ФБР спільно з місцевими поліцейськими беруть під цілодобовий нагляд всіх жінок, які є потенційними жертвами. Наступною жертвою має бути зведена сестра Ламарр до якої також ставлять охорону, проте вбивця зміг проникнути в її будинок. Річер і Харпер встигають зупинити вбивцю, яка за допомогою гіпнозу примушувала жертви ковтати власні язики. Вбивцею виявилась агент ФБР Ламарр, яка хотіла отримати родинну спадщину і ненавиділа зведену сестру. Інші жертви були лише для того щоб відволікти розслідування і підтвердити створений нею «профіль». ФБР незадоволене тим, що Річер вбив одного з їх агентів, убивцю чи ні. Річер обіцяє, що те, що один з агентів ФБР був серійним вбивцею залишиться таємницею і ФБР його відпускає
Потім Річер зустрічається з Джоді, і вона каже йому, що їде до Лондона через місяць. Річер не захоче їхати з нею, оскільки він звик мандрувати самостійно і вони погоджуються провести останній місяць разом.

## Основні персонажі
- Джек Річер — протагоніст, колишній військовий поліцейський, який наразі мандрує країною;
- Джоді Гарбер-Джейкоб — дочка генерала Леона Гарбера, коханка головного героя;
- Ламарр — спеціальний агент ФБР, провідний експерт щодо створення «профілів» злочинців. Вона боїться літати;
- Ліза Харпер — агент ФБР
- Нельсон Блейк — агент ФБР, який керує розслідуванням.[2]

## Видання
Роман вийшов у Великій Британії 20 квітня 2000 року, а 13 липня того ж року книгу видали в США.
Причиною того, що роман має дві різні назви є те, що видавництво вважало англійську назву «Гість» надто схожою на науково-фантастичний роман.

## Номінації на нагороди та відгуки
Роман був номінований на премію Баррі 2001 року за «Найкращий роман у твердій обкладинці».
Роман був добре сприйнятий, видання Publishers Weekly сказало, що у книзі є два елементи, які виокремлюють її: головоломка, що дражнить мозок, та центральний персонах, схожий на Робін Гуда, який веде ексцентричний спосіб життя. Американський журнал з огляду книг Kirkus Reviews теж відзначив роман. Booklist також дав хорошу рецензію роману назвавши його сюжет шедевром.